# Crolles
Crolles è un comune francese di 8 805 abitanti situato nel dipartimento dell'Isère della regione dell'Alvernia-Rodano-Alpi.
Questa piccola cittadina, il cui territorio è essenzialmente urbano, ma di cui rimangono importanti zone rurali sparse è, oggigiorno, inserito nell'Arrondissement di Grenoble e nel cantone del Medio- Grésivaudan di cui essa accoglie gli uffici centralizzati. Crolles accoglie anche la sede della Comunità dei comuni del Paese del Grésivaudan, la principale comunità dei comuni del dipartimento dell'Isère, sia per quanto riguarda la superficie che il numero di abitanti.
Crolles si presenta anche come il principale agglomerato della valle del Grésivaudan, valle tagliata dall'erosione glaciale, posizionata tra il massiccio calcareo della Grande Chartreuse e la catena granitica di Belledonne.

## Società

### Evoluzione demografica
Abitanti censiti

## Storia
Storicamente, il nocciolo dell'antico villaggio è stato costruito ai piedi del colle della Grande Chartreuse, poiché, da questa parte della valle, l'approvvigionamento di acqua era possibile e i materiali da costruzione si trovavano vicini. Gradualmente, il piccolo agglomerato si presentò, dal piazzamento delle prime installazioni umane, come uno spazio favorevole all'agricoltura e un settore del tutto favorevole alla costruzione di grandi vie di comunicazione. Nei due ultimi secoli le zone di costruzione, sia residenziali che industriali si estesero progressivamente nella valle mano a mano del suo prosciugamento.
Fino alla rivoluzione industriale, l'economia di Crolles fu soprattutto basata sull'agricoltura, lo sfruttamento delle foreste e l'allevamento, ma il comune, dalla seconda metà del XX secolo, presenta un forte potenziale industriale e commerciale; i principali settori d'attività sono l'elettronica, l'informatica, le telecomunicazioni e l'attività paramedica.
Gli abitanti del comune sono detti les Crollois. Il municipio si trova a 255 metri di altitudine.

### Il castello di Crolles o di «Bernis»

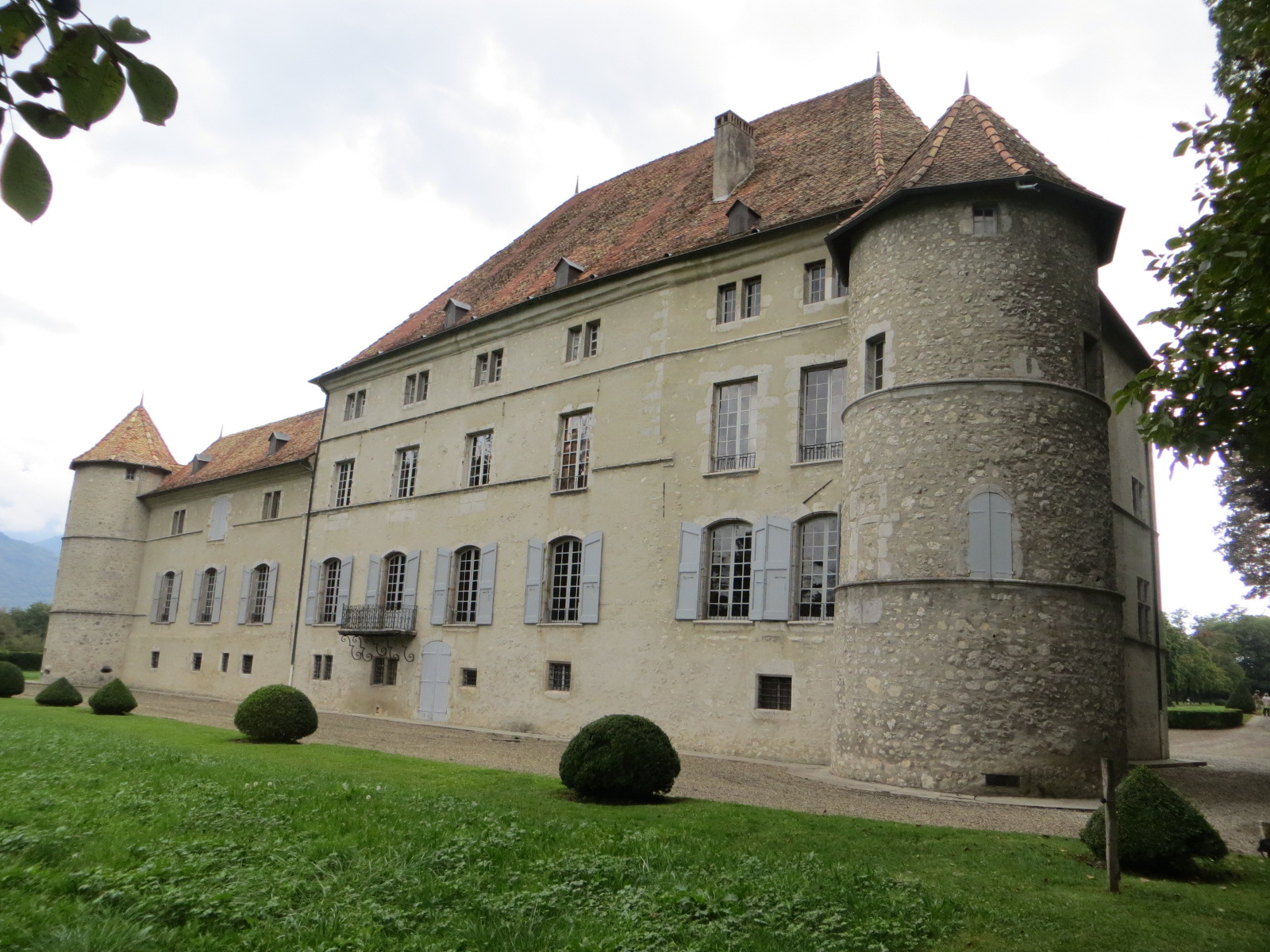
Il Castello di Crolles

Il castello di Crolles, denominato anche castello di Bernis, conglobato oggi nell'area urbana di Crolles, è un'antica casa-forte costruita nel 1340 da Amblard de Beaumont e che a è stato trasformato nel XVII secolo.
Il castello si compone nel 2015 di due edifici uniti e di forma rettangolare, con due torri rotonde che gli conferiscono un aspetto imponente. L'edificio principale comprende una grande galleria con un soffitto alla francese e presenta parimenti una decorazione dipinta del XVII secolo con qualche tavola coeva rappresentante il castello e i suoi giardini alla francese. L'edificio presenta anche un piccolo salone con rivestimenti in legno dipinti dal XVIII secolo e una camera decorata con piastrelle. Alla fine della galleria si trova la cappella, la cui volta lascia scoprire una rappresentazione del Cristo, della Vergine e dei Quattro Evangelisti. Questa piccola cappella fu consacrata dal vescovo di Grenoble, Monsignor Étienne Le Camus nel 1673, e il suo scettro è presente nella pietra dell'altare.
Il castello è parzialmente iscritto a titolo di monumento storico per decreto del 30 novembre 1965: l'iscrizione riguarda solo le facciate, la copertura, la grande galleria e il piccolo salone ornato dalle boiserie del XVIII secolo..
Il castello è stato visitato da due sovrani regnanti francesi: Enrico IV, il 15 agosto 1600, e suo figlio, Luigi XIII, accompagnato dal Cardinale Richelieu nel 1639. Il Cardinale Richelieu fece inviare il proprio ritratto alla famiglia castellana e si trova ancora in uno degli edifici. Il castello appartiene dal 1810 alla famiglia de Bernis che gli ha dato il nome.

## Geografia

La valle del Grésivaudan dall'agglomerato di Grenoble fino a Pontcharra, vista dalla stazione del Pleynet (Belledonne)
Il territorio del comune di Crolles si trova nella parte inferiore e centrale della foto.

### Posizione
Il comune di Crolles si trova nel sud-est della Francia, sulla riva destra dell'Isère, nel cuore della valle del Grésivaudan. Questa dista 19 km da Grenoble, capoluogo del dipartimento dell'Isère, la sua distanza da Lione, capoluogo della regione Alvernia-Rodano-Alpi è di 124 km e infine la sua distanza da Parigi è di 593 km (tutte queste distanze sono state calcolate per via stradale).

### Descrizione
Il comune di Crolles può essere qualificato in verità «città di campagna», poiché è inserito nella carta del Parco naturale regionale della Chartreuse, tutto collocato nell'area urbana di Grenoble. La città si trova ai piedi di una delle più alte cime del massiccio della Chartreuse, massiccio montano delle Prealpi, che porta il suo nome, il dente di Crolles.
La piana di Crolles e gran parte della valle del Grésivaudan, fino alla metà degli anni 1950, dovettero subire le frequenti inondazioni dell'Isère, grande fiume alpino che nasce a quasi 3000 metri di altitudine, sotto il ghiacciaio della Grande Guglia Rossa, nel parco nazionale della Vanoise, e la maggior parte della valle fu per lungo tempo una zona paludosa. Alla fine di questo periodo, questo fiume e i corsi d'acqua che discendevano la montagna furono posti sotto controllo grazie a una politica di risanamento e di ricomposizione condotta dal sindaco di Crolles di quel periodo (1953 - 1986), Paul Jargot. Si può considerare quest'azione come l'origine di ciò che sarà più tardi il piano di occupazione del suolo del comune.
Secondo il sito ufficiale della municipalità, il territorio del comune di Crolles presenta attualmente 180 ettari di diverse zone industriali, che raggruppano numerosi grandi nomi dell'attività industriale della regione, 511 ettari di zona naturale definita protetta, 476 ettari ancora dedicati all'attività agricola e infine, 287 ettari consacrati a zone residenziali suddivise tra abitazioni individuali e collettive.